# Petrolestinae
Sous-famille
Genres de rang inférieur
- †Congqingia Zhang, 1992
- †Petrolestes Cockerell, 1927, genre type

Les Petrolestinae sont une sous-famille d'insectes Odonates de la famille des Dysagrionidae.

## Classification
La sous-famille des Petrolestinae a été créée en 1927 par le paléontologue américain Theodore Dru Alison Cockerell (1866-1948),. 

### Fossiles
Selon Paleobiology Database en 2023, quatre collections de fossiles sont référencées :
- Éocène, une collection en Allemagne et deux collections au Colorado (États-Unis)  ;
- Crétacé, une collection en Chine.

### Genre type
Le genre type est Petrolestes Cockerell, 1927.

## Liste des genres
Selon Paleobiology Database en 2023, deux genres sont référencés dans cette sous-famille :
- †Congqingia Zhang, 1992
- †Petrolestes Cockerell, 1927[2]

### Publication originale
- [1927] (en) Theodore Dru Alison Cockerell, A new fossil dragonfly from the Eocene of Colorado, vol. 60, 1927, 81-82 p.